# Халид, Джемма Иосифовна
Дже́мма Ио́сифовна Хали́д, также известная в США под псевдонимом Jamuna (род. 11 мая 1962, Москва) — российская и американская эстрадная певица, исполнительница русского шансона, «дворовых» песен, романса.

## Биография

### Детство
Джемма родилась в Москве. Её мать — русская, отец — Юсуф Халид, арабского (берберского) происхождения, выходец из Марокко.
Родители назвали девочку Джеммой — по имени героини известного романа «Овод» Э. Л. Войнич. Роман был одной из любимых книг матери Джеммы.
В ЗАГСе имя отца было переведено с латиницы некорректно, поэтому девочка получила отчество «Иосифовна».
О своём имени Джемма Халид говорит: «Все думают, что это — псевдоним, а это всё — настоящее».
У Джеммы было нелёгкое детство: родители расстались, и девочке пришлось жить в интернатах Москвы, поменять несколько школ. Её с ранних лет тянуло к музыке и пению. Живя в интернате, она тайком пробиралась в актовый зал, где стояло пианино, и наигрывала одним пальцем любимые мелодии. Одной из них была «Варшавянка». Примерно к 12 годам Джемма уже стала играть на пианино, а в 15 лет самостоятельно научилась играть и на гитаре, с которой с тех пор не расстаётся.

### Учёба
Джемма окончила музыкальную школу по классу фортепиано. С 1987 года, в течение 3-х лет, она училась в Государственном музыкальном училище имени Гнесиных по классу вокала. Поступив в училище, Джемма приняла участие в предварительном отборочном конкурсе на Всесоюзный фестиваль польской песни «Витебск-88». Отбор длился почти год. В 1988 году, будучи уже студенткой 1-го курса, Джемма Халид, как победитель от Москвы, приняла участие в фестивале.
Ещё до начала фестиваля его организаторами были «утеряны» аранжировки двух конкурсных песен Джеммы, ей отказали в покупке билета до Витебска и стали отговаривать от поездки.
От этих неурядиц у Джеммы начались проблемы со здоровьем, пропал голос. Но желание петь, воля к победе пересилили оказываемое на неё давление. Джемма выступила на фестивале с польской песней Marsz Samotnych Kobiet и завоевала 1-е место.
Вот как прокомментировала это событие член жюри, народная артистка РСФСР Эдита Пьеха:

Хочу отметить лауреата 1-й премии Джемму Халид. Я с надеждой угадываю в ней будущую звезду нашей эстрады. Обладая оригинальным голосом, она никому не подражает, очень своеобразна, эмоциональна. В ней чувствуется человек и актриса. 

### Творческая деятельность
В 1989—1994 годах с группой польских артистов Джемма Халид гастролировала в Польше и Германии. Знакомство Джеммы с польским композитором Влодзимежем Корчем, с песней которого она победила на фестивале в Витебске, вылилось в долгий творческий союз: в 1989 году вышла пластинка «Dzemma Halid (Polskie Nagrania)», а в 1991 году Джемма приняла участие в популярной телепередаче «Шире круг» с песней Корча «Ненадёжное счастье», на стихи Леонида Дербенёва.
С поэтом Л. Дербенёвым Джемма сотрудничала до самой его смерти в 1995 году. Для неё писали и другие известные советские и российские поэты — М. Шабров и М. Танич.
19 и 20 августа 1991 года Джемма находилась на баррикадах вместе с тысячами другими защитниками Дома Советов Российской Федерации (Белый дом), чтобы помешать его возможному штурму.
После распада страны Джемма Халид прервала концертную и гастрольную деятельность и ушла петь в подземный переход на Тверской улице Москвы.
В 1996 году вышел первый диск Джеммы, который так и назывался — «Подземный переход». В нём она собрала не только песни, которые пела в переходе, но и произведения, специально для неё написанные поэтом Л. Дербенёвым и композитором В. Корчем. Две из них — «Шулера» и «Подземный переход» (написаны в 1993 г.) — это песни о трагических периодах истории России. Поэт и певица не могли не откликнуться на потрясения, произошедшие со страной в начале 1990-х годов. Отчаяние, тоска и сострадание к Родине слышатся в этих песнях.
В середине 1990-х годов Джемма неоднократно участвовала в передаче «Шарман Шоу» на российском ТВ.
В 1998 году в Москве вышел второй диск Джеммы «Ах, эта девочка». Сразу же после презентации его и клипа на одну из песен, Джемма Халид уехала в США. Первоначально планировалось, что поездка будет недолгой (2 месяца), но затянулась она на много лет.
Уехав из страны, Джемма не прервала связи с Родиной. В 2004 году она, вместе со звёздами отечественной эстрады, участвует в концерте «Человек песни». Концерт был посвящён творчеству поэта Михаила Шаброва и проходил в ГЦКЗ «Россия».
В это же время она записывает «Песню Жар-птицы» к музыкальному спектаклю «Волшебное перо Жар-птицы» (муз. В. Добрынина, сл. М. Шаброва).
В 2005 году Джемма выпустила альбом «Russian Kiss». Её песни выходили также в сборниках «Come Shining Through» (2001) и «Dreams of Flying» (2003).
С 2006 года Джемма — постоянный участник телепрограммы «К нам приехал» на канале «Ля-минор». В этих передачах Джемма исполнила свои самые популярные песни, а русские зрители смогли заново встретиться и узнать много нового о жизни и творчестве интересной неординарной певицы.
В 2007 году композитор Александр Колца написал для Джеммы ещё одну песню на стихи М. Шаброва — «Ни к чему слова», ставшую одной из самых популярных в её творчестве. В Майами, на берегу океана, Джемма сняла на неё яркий и полный задора клип.
В 2009 году на свет появляется песня «Девушка из Нагасаки», которая в итоге стала визитной карточкой Джеммы. Впервые певица услышала её в исполнении своего кумира Владимира Высоцкого. Стихи поэтессы Веры Инбер неоднократно менялись исполнителями песни. Джемма взяла вариант исполнения песни Высоцким, но дополнила его ещё одной строфой, которую посчитала необходимым включить. Музыка Поля Марселя приобрела оригинальное звучание в её собственной аранжировке. Глубокий бархатный голос Джеммы (контральто) и пронзительное исполнение сделали песню выразительной и запоминающейся. В этом же году она вошла в альбом с одноимённым названием «Девушка из Нагасаки».
В Америке Джемма поёт под именем Джамуна (Jamuna). В её репертуаре русский шансон, романсы, песни военных лет, классика зарубежной эстрады. Она выступает на всевозможных фолк-этно-арт фестивалях, открытых благотворительных концертах, в клубах.
В начале 2000-х Джемма выступала в университетах с программой «Кусок русского пирога», где рассказывала о России и её истории, иллюстрируя свой рассказ песнями.
С 2010 года, по просьбе русских зрителей, Джемма стала проводить «русские дискотеки», на которых она исполняет известные русские шлягеры разных лет.
В феврале — марте 2020 года дала в Москве несколько открытых клубных концертов, прошедших с большим успехом. Была приглашена на телевидение на канал «Ностальгия» в передачу «Рождённые в СССР».

## Взгляды
Уже много лет Джемма увлечена культурой Востока. В 20 лет она посетила Индию, долго жила на Тибете, занималась медитацией, посещала ашрамы. В жизни придерживается взглядов, характерных для буддизма. Вегетарианка.

## Популярные песни Джеммы Халид
- Бережок
- Девушка из Нагасаки (П. Марсель — В. Инбер)
- Жакет (А. Долуханян — Н. Доризо)
- Изумруд (цыганский романс)
- Купите папиросы (Г. Яблоков)
- Лепестки (И. Матета — Л. Дербенёв)
- Лодочка (С. Краевский — М. Танич)
- Мама (А. Сутармин)
- Не печалясь (И. Матета — Л. Дербенёв)
- Не прибавляй печаль к печали (И. Матета — Л. Дербенёв)
- Ни к чему слова (А. Колца — М. Шабров)
- Нищая (А. Алябьев — П. Беранже, перевод Д. Ленский)
- Ой у гаю, при Дунаю (украинская народная)
- Подземный переход (В. Корч — Л. Дербенёв)
- Птица (В. Корч — Л. Дербенёв)
- Таганка (русская тюремная песня) https://www.youtube.com/watch?v=O0uLxlu5OOY&list=RDO0uLxlu5OOY&start_radio=1&rv=O0uLxlu5OOY&t=22]
- Цыганка
- Шулера (В. Корч — Л. Дербенёв)
- Ямщик, не гони лошадей (Я. Фельдман — Н. Риттер)

## Дискография
- 1989 Dzemma Halid (Polskie Nagrania)
- 1996 Подземный переход
- 1998 Ах, эта девочка
- 2000 Jamuna — Goodbye Taganka (переиздание диска «Подземный переход»)
- 2005 Jamuna — Russian Kiss
- 2009 Девушка из Нагасаки[5]

## Музыкальные награды
- 1988 — 1-я премия на Всесоюзном фестивале польской песни в Витебске.